# Emilio Benfele Álvarez
Emilio Benfele Álvarez (Figueres, 15 novembre 1972) è un ex tennista spagnolo.

## Biografia

### Carriera
Ottenne i suoi best ranking ATP in singolare e in doppio rispettivamente nel 1997 (81º) e nel 2004 (91º).
In singolare vinse tre tornei dell'ATP Challenger Tour e riuscì, nel 2000 ad arrivare anche alla finale dell'Austrian Open, dove venne però sconfitto dal connazionale Àlex Corretja per ritiro nel corso del terzo set (Álvarez al momento del ritiro era sotto di due set). In più occasioni è riuscito a qualificarsi ai tornei dello Slam non andando però oltre il secondo turno.
In doppio riesce a conquistare tredici tornei nell'ambito dei Challenger e uno nei Futures e inoltre, nel circuito maggiore, riesce a raggiungere due finali, a Palermo nel 2001, in coppia con l'italo-argentino Enzo Artoni, e a Bucarest nel 2002, in coppia con l'argentino Andrés Schneiter, entrambe perse.

### Vita privata
Nel luglio 1999 si trasferisce in Germania, a Monaco di Baviera, assieme alla sua fidanzata Catarina, da cui ebbe pochi mesi dopo il suo primo figlio.

## Statistiche

### Singolare

#### Finali Perse (1)
| Numero | Data           | Torneo                   | Superficie  | Avversario in finale | Punteggio             |
| 1.     | 30 luglio 2000 | Austrian Open, Kitzbühel | Terra rossa | Àlex Corretja        | 3-6, 1-6, 0-3, ritiro |

### Doppio

#### Finali Perse (2)
| Numero | Data              | Torneo                                        | Superficie  | Compagno         | Avversari in finale            | Punteggio     |
| 1.     | 30 settembre 2001 | Campionati Internazionali di Sicilia, Palermo | Terra rossa | Enzo Artoni      | Tomás Carbonell Daniel Orsanic | 2-6, 6-2, 2-6 |
| 2.     | 15 settembre 2002 | Romanian Open, Bucarest                       | Terra rossa | Andrés Schneiter | Jens Knippschild Peter Nyborg  | 3-6, 3-6      |

### Tornei minori

#### Singolare

##### Vittorie (3)
| Legenda tornei minori |
| Challenger (3)        |
| Futures (0)           |

| Numero | Data              | Torneo                            | Superficie  | Avversario in finale | Punteggio     |
| 1.     | 25 aprile 1993    | Riemerling Challenger, Riemerling | Terra rossa | Xavier Daufresne     | 6-2, 6-2      |
| 2.     | 25 luglio 1999    | Siemens Open, Scheveningen        | Terra rossa | Martin Verkerk       | 6-3, 3-6, 6-2 |
| 3.     | 12 settembre 1999 | Kiev Challenger, Kiev             | Terra rossa | Andrej Stoljarov     | 6-1, 6-2      |

##### Finali perse (5)
| Legenda tornei minori |
| Challenger (5)        |
| Futures (0)           |

| Numero | Data            | Torneo                               | Superficie  | Avversario in finale | Punteggio     |
| 1.     | 5 luglio 1992   | Salerno Challenger, Salerno          | Terra rossa | Gabriel Markus       | 6-7, 1-6      |
| 2.     | 22 agosto 1999  | Sylt Challenger, Sylt                | Terra rossa | Michel Kratochvil    | 1-6, 1-6      |
| 3.     | 31 ottobre 1999 | Samarkand Challenger, Samarcanda     | Terra rossa | Oleg Ogorodov        | 6-1, 6-7, 6-7 |
| 4.     | 3 giugno 2001   | Ipsos Bucharest Challenger, Bucarest | Terra rossa | Irakli Labadze       | 4-6, 2-6      |
| 5.     | 24 agosto 2003  | IPP Trophy, Ginevra                  | Terra rossa | Stan Wawrinka        | 1-6, 5-7      |

#### Doppio

##### Vittorie (14)
| Legenda tornei minori |
| Challenger (13)       |
| Futures (1)           |

| Numero | Data              | Torneo                                                                                | Superficie   | Compagno               | Avversari in finale                | Punteggio            |
| 1.     | 3 luglio 1993     | Copa Sevilla, Siviglia (1)                                                            | Terra gialla | José Imaz Ruiz         | Steve Campbell John Yancey         | 6-7, 6-1, 6-2        |
| 2.     | 3 luglio 1994     | Copa Sevilla, Siviglia (2)                                                            | Terra gialla | José Imaz Ruiz         | Patrick Baur Torben Theine         | 6-1, 6-3             |
| 3.     | 13 giugno 1999    | Weiden Challenger, Weiden                                                             | Terra rossa  | Dušan Vemić            | Simon Aspelin Johan Landsberg      | 6-7, 6-2, 6-4        |
| 4.     | 29 agosto 1999    | IPP Trophy, Ginevra                                                                   | Terra rossa  | Álex López Morón       | Paul Hanley Nathan Healey          | 7-5, 6-3             |
| 5.     | 14 maggio 2000    | BMW Ljubljana Open, Lubiana                                                           | Terra rossa  | Álex López Morón       | Paul Rosner Jason Weir Smith       | 6-3, 6-4             |
| 6.     | 27 agosto 2000    | Monchengladbach Challenger, Mönchengladbach                                           | Terra rossa  | Luis Horna             | Francisco Costa Germán Puentes     | 7–6(1), 1-6, 7-5     |
| 7.     | 23 giugno 2002    | BSI Challenger Lugano, Lugano (1)                                                     | Terra rossa  | Giorgio Galimberti     | Christian Kordasz Kim Tiilikaninen | 4-6, 7–6(5), 6-2     |
| 8.     | 12 ottobre 2002   | Ciutat de Barcelona, Barcellona                                                       | Terra rossa  | Mariano Hood           | Karsten Braasch Peter Nyborg       | 7-5, 6-3             |
| 9.     | 1º giugno 2003    | Sporting Challenger, Torino                                                           | Terra rossa  | Gabriel Trujillo Soler | Jack Brasington Dmitrij Tursunov   | 6-4, 6-2             |
| 1.     | 23 novembre 2003  | Torneo Internacional Ciudad de Las Palmas de Gran Canaria, Las Palmas de Gran Canaria | Terra rossa  | Germán Puentes         | Gaël Monfils Josselin Ouanna       | 6-3, 6-4             |
| 10.    | 24 aprile 2004    | Trofeo Internacional Club Laieta Barcelona, Barcellona                                | Terra rossa  | Gabriel Trujillo Soler | Ignacio González King Diego Moyano | 7–6(5), 6-4          |
| 11.    | 13 giugno 2004    | BSI Challenger Lugano, Lugano (2)                                                     | Terra Rossa  | Giorgio Galimberti     | Enzo Artoni Ignacio González King  | 6-4, 6-3             |
| 12.    | 20 giugno 2004    | Nord LB Open, Braunschweig                                                            | Terra rossa  | Tomas Behrend          | Jaroslav Levinský David Škoch      | 6-2, 6(3)–7, 7–6(10) |
| 13.    | 12 settembre 2004 | Genoa Open Challenger, Genova                                                         | Terra rossa  | Álex López Morón       | Massimo Bertolini Tom Vanhoudt     | 6-3, 6-4             |